# Улица Симона Петлюры
Улица Симона Петлюры — улица в Киеве. Расположена в районе железнодорожного вокзала Киев-Пас, прямо напротив здания «старого» вокзала, и пересекается с одной из главных улиц города — бульваром Тараса Шевченко (ранее — Бибиковский бульвар).
Первое известное упоминание об этой улице датируется 1855 годом. Тогда она называлась Игнатьевской в честь известного в то время киевского домовладельца. Улицу не раз переименовывали. В 1869 году она стала Безаковской в честь Киевского, Подольского и Волынского генерал-губернатора Александра Павловича Безака (1801—1868). Генерал-губернатор имел непосредственное отношение к сооружению Киевско-Курской железной дороги и железнодорожного вокзала. В 1919 году в связи с образованием Коммунистического Интернационала улица получила название Коминтерна. Современное название — с 2009 года.
Из-за близости к железнодорожному вокзалу на улице находилось большое количество гостиниц (например, «Бристоль», «Франция», «Либава», меблированные комнаты «Петроградские» и «Новая Россия»), имевших в своём архитектурном облике элементы разных стилей (эклектика), что характерно для многих зданий города. Вклад в застройку улицы внесли такие архитекторы, как В. Николаев, А. Хойнацкий, А.-Ф. Краусс, А. Таций.

## Здания
- Здание института Киевднепротранс (№ 15)